# Katowice Piotrowice

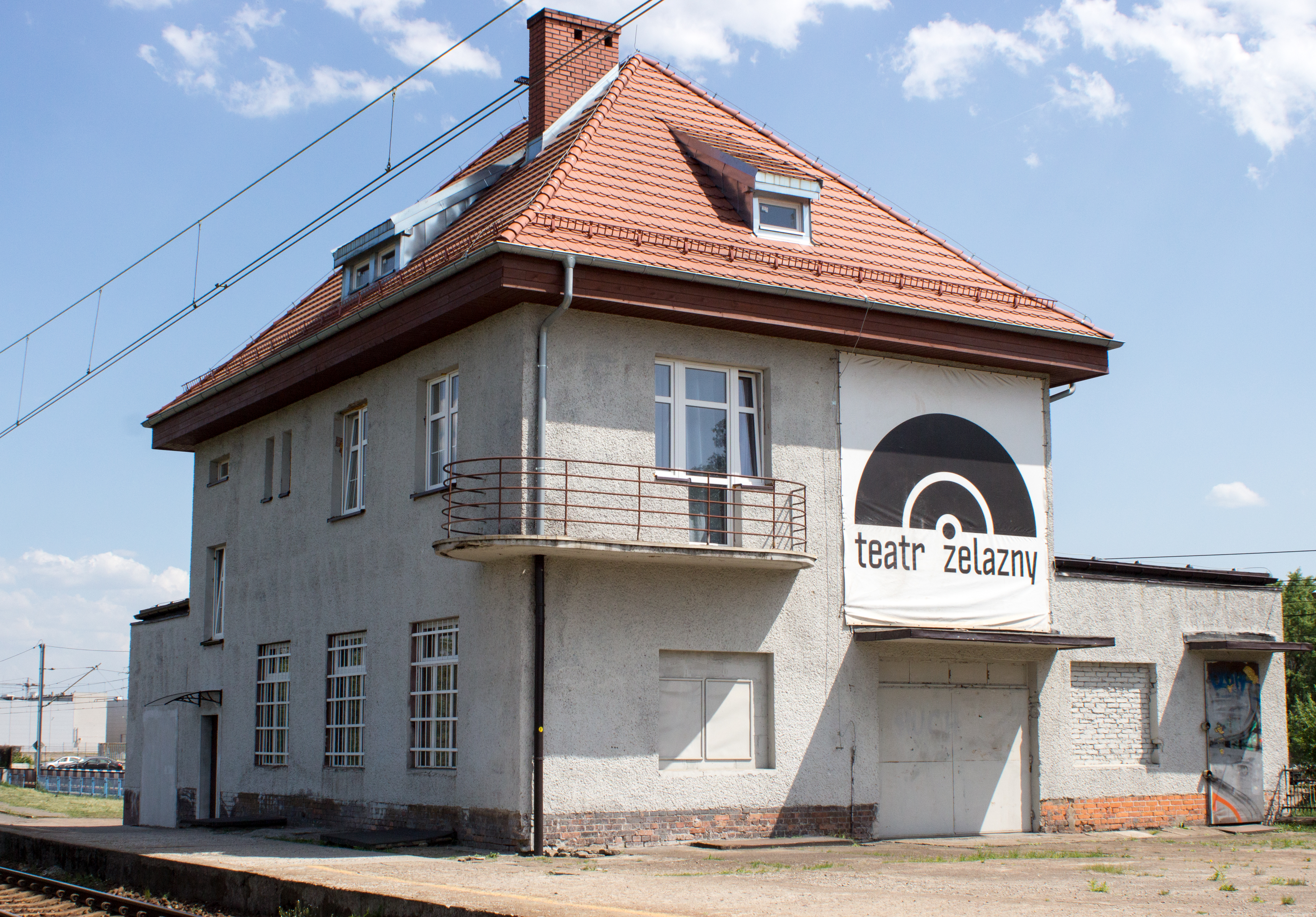
Dawny budynek dworca – siedziba Teatru Żelaznego do 2022 roku

Katowice Piotrowice – przystanek kolejowy w Katowicach Piotrowicach-Ochojcu, w województwie śląskim, w Polsce. Przystanek obsługuje połączenia Szybkiej Kolei Regionalnej do większych miast, miejscowości turystycznych i uzdrowiskowych.

## Ruch pasażerski
| Rok  | Wymiana pasażerska na dobę |
| ---- | -------------------------- |
| 2017 | 500-699                    |
| 2022 | 1 000-1 500                |

Budowę dworca rozpoczęto w 1912 roku. Działał i był zamieszkały do roku 2006.

## Infrastruktura
Na przystanku znajdują się trzy jednostronne perony o długości 235, 197 i 203 m. Ich wysokość nad główką szyny wynosi odpowiednio: 300 mm, 175 mm i 300 mm. Perony są zadaszone, wyposażony w ławki i urządzenia nagłaśniające.

## Teatr Żelazny
W latach 2014–2022 w budynku dworca kolejowego swą siedzibę miał Teatr Żelazny. Założycielem oraz dyrektorem teatru jest Piotr Wiśniewski. W teatrze występowały m.in. Edyta Herbuś oraz Małgorzata Bogdańska.